# Бьёранг, Пер
Пер Андрис Бьёранг (норв. Per Andris Bjørang; род. 31 января 1948 года, Норвегия) — норвежский футболист и конькобежец; участник зимних Олимпийских игр 1972 года, чемпион мира в спринтерском многоборье, 2-кратный чемпион Норвегии и 2-кратный призёр, 3-кратный рекордсмен Норвегии. Выступал за клубы "Lillehammer Skøiteklubb" (Лиллехаммер), "Oslo Idrettslag" (Осло).

## Биография
Пер Бьёранг родился в Лиллехаммере, и прежде чем встал на коньки, он играл в футбол за городской клуб "Форвард" (ныне ФК "Лиллехаммер"). Пер начал заниматься конькобежным спортом в возрасте 10 лет в клубе "Lillehammer Skøiteklubb". С 1966 года участвовал в юниорских чемпионатах Норвегии, а в 1968 году, в возрасте 20 лет переехал в Осло, где стал выступать за конькобежный клуб "Oslo Idrettslag".
С 1969 года Бьёранг стал участвовать в чемпионате Норвегии в категории взрослых и в 1971 году поднялся на 3-е место. В том же году вошёл в основной состав сборной и участвовал на чемпионате мира в спринтерском многоборье, заняв 31-е место. В 1972 году он выиграл чемпионат Норвегии по спринту, после чего отправился на зимние Олимпийские игры в Саппоро, где занял 4-е место в забеге на 500 метров, уступив всего 11 сотых бронзовому призёру Валерию Муратову.
После олимпиады на чемпионате мира в спринтерском многоборье он занял 7-е место, а следом на зимней Универсиаде в Лейк-Плэсиде стал бронзовым призёром в забеге на 500 метров.
Когда в 1973 году большинство лучших спринтеров мира перешли в профессиональную ассоциацию ISSL (Международная лига конькобежного спорта), Бьёранг внезапно стал одним из лучших спринтеров мира. Правда на чемпионате мира в спринтерском многоборье в Осло он занял всего 5-е место. 
В 1974 году Пер выиграл чемпионат Норвегии и стал чемпионом мира на чемпионате мира в спринтерском многоборье в Инсбруке. Через год его результатом было 12-е место на чемпионате мира. В 1976 году он снова надеялся побороться за медаль на дистанции 500 метров на Олимпийских играх в Инсбруке, но, как и несколько других конькобежцев, Бьёранг заболел гриппом и не смог выйти на старт. В марте на спринтерском чемпионате мира занял 7-е место. С 1977 по 1980 год он участвовал в региональных соревнованиях, но в основную команду больше не входил. После чего завершил карьеру.

## Личная жизнь
Завершив карьеру конькобежца, Бьёранг переехал в Вестли и стал заниматься в клубе "Vestli IL", когда там начали заниматься дети, а также играл в футбол за футбольный клуб «Осло». Позже Бьёранг поселился в Осло, где работал в компании "Bankenes Betalingssentral", обслуживающей норвежские банки и программы денежных переводов. В настоящее время он занимается спортом, играет в гольф.